# Harald Eriksson
Harald Eriksson (* 22. September 1921 in Örträsk; † 15. Mai 2015 in Umeå) war ein schwedischer Skilangläufer.
Eriksson, der für den IFK Umeå startete, holte bei den Olympischen Winterspielen 1948 in St. Moritz die Silbermedaille über 50 km. Im selben Jahr gewann er beim Holmenkollen Skifestival den 50-km-Lauf und bei den Svenska Skidspelen den 18-km-Lauf. Im folgenden Jahr wurde er bei den Svenska Skidspelen Dritter über 18 km. Im März 1946 errang er bei den Lahti Ski Games den zweiten Platz über 50 km. Bei schwedischen Meisterschaften siegte er viermal mit der Staffel von IFK Umeå (1944, 1946–1948) und jeweils einmal über 30 km (1945) und 50 km (1947).